# UC-54号潜艇
陛下之UC-54号艇是德意志帝国海军于第一次世界大战期间建造的其中一艘UC-II型近岸布雷潜艇或称U艇。它由基尔的日耳曼尼亚船厂承建，于1917年3月20日新船下水，至同年5月10日交付使用。其全长52.69米，水面及水下排水量分别为434吨和511吨，艇载武器则包括三具鱼雷发射管、六具水雷滑射槽以及一门88毫米口径甲板炮。UC-54号入役后曾被部署至驻普拉的地中海区舰队，并参与了地中海潜艇战。通过其八次巡逻，共直接或间接击沉18艘协约国或中立国舰船，容积总吨累计为52565吨。1918年10月28日，随着德军撤离奥匈帝国，已不具备适航能力的UC-54号被其船员凿沉于的里雅斯特附近。

## 设计
1915年秋天，由于中立国美国的干预，U艇战几乎陷入停顿，导致德国广泛开展《国际法》所允许的水雷战，从而使布雷潜艇的需求量相应增加。德意志帝国海军潜艇监察局（Inspektion des U-Bootwesens）的开发部门留意到了这一点，遂以UB-II型为基础，按照兼顾布雷效率和生产速度的要求，以41号工程的名义设计了UC-II型潜艇。为了弥补前型UC-I型的缺陷，UC-II型艇不仅更大，而且采用双轴推进系统。然而，与前型最主要的区别在于，UC-II型艇重新运用了双壳体结构。但它并非纯粹的双体潜艇，而是一种中间过渡型；因为外层没有封闭耐压壳体，而是作为鞍形水柜附在上方。
UC-54号是64艘UC-II型方案的其中一艘。这个亚型的艇体结构与UB-II型类似，但体积更大，全长为52.69米，并有3.64米的吃水深度；由于不再考虑铁路运输的装载限界，舷宽也得以增至5.22米。其水上和水下排水量分别为434吨和511吨。艇只采用两台戴姆勒六缸四冲程600匹公制馬力（440千瓦特）柴油机用于水面运行，以及两台620匹公制馬力（460千瓦特）的BBC电动发电机用于水下航行；水面最高航速11.8節（21.9每小時），水下7.2節（13.3每小時）；能够在水面以7節（13每小時）航速续航9,450海里（17,500），或以4節（7.4每小時）连续在水下航行52海里（96）而无需充电。其潜没需时约为30秒，能够在50米的深度下运作。
作为布雷潜艇，UC-54号改将六具布雷滑射槽安装在艇体前部，每具储存井内的水雷数量增至3枚，即合共18枚UC200型水雷。布雷时只需将存储井底部的盖板打开，水雷便可凭借自身重量滑入水中。随着滑射槽长度增加，艇体艏楼的上层建筑被抬高，上层建筑与司令塔之间的凹陷处布置了一门88毫米30倍径速射炮作为甲板炮。但由于位置相对较低，火炮甲板在恶劣海况下很容易被涌浪淹没。此外，UC-54号还装备有三具500毫米鱼雷发射管，这极大提升了潜艇的攻击能力。其中艇艏两具外置在两侧、艇艉一具则为内置式，并可搭载合共7枚G6型鱼雷。其标准船员编制为3名军官及23名水兵。

## 历史
1916年1月12日，在海军元帅阿尔弗雷德·冯·提尔皮茨的倡议下，国家海军办公室分别向五家德国造船厂发包第三批次的UC-II型潜艇。UC-54号因此成为基尔日耳曼尼亚船厂承建的第六艘UC级潜艇，建造编号为270。它于1917年3月20日新船下水，至同年5月10日在首度担任艇长的海军上尉罗伊斯-克斯特利茨亲王海因里希三十七世的指挥下交付使用，随即展开海试。在海因里希三十七世之后，奥托·洛伊克中尉也曾担任该艇的末任指挥官。完成海试后，UC-54号于6月29日从基尔启程，经由费马恩湾和苏格兰前往地中海。继沿途击沉两艘商船和曾在葡萄牙的里斯本附近布雷后，该艇于7月17日穿越直布罗陀海峡，至28日抵达奥匈帝国军港卡塔罗，并加入驻当地的地中海潜艇区舰队。
在地中海服役期间，UC-54号参与了地中海潜艇战，足迹遍及突尼斯比塞大以北的斯凯尔基水道、突尼斯湾，阿尔及利亚的邦纳，意大利撒丁岛的斯帕蒂文托角、卡尔博纳拉角和圣彼得罗海峡等多处水域。通过其八次布雷及破交战巡逻，UC-54号合共击沉协约国或中立国的16艘商船和2艘辅助军舰，容积总吨累计为52565吨。其中，体积最大的受害者是注册吨位为9350吨的法国运兵船圣安娜号；它于1918年5月11日搭载着2025名官兵从比塞大前往萨洛尼卡的途中，在距卡本半岛以东约26海里（48）处遭海因里希三十七世发射鱼雷击沉，造成多达605名士兵罹难。此外，因撞上UC-54号布设的水雷而沉没的两艘辅助军舰分别为隶属葡萄牙海军的罗贝托·伊文思号（Roberto Ivens，281总吨，1917年7月26日沉没）和法国海军的玛丽·弗雷德里克号（Marie Frédérique，245总吨，1918年5月16日沉没），均为武装拖网船。
1918年10月，随着奥匈帝国解体，德国人悉数将适航潜艇撤回本土。UC-54号此时尚处于待修状态，并不具备适航条件。为免落入敌手，其船员遂于10月28日将潜艇凿沉于的里雅斯特（45°39′N 13°45′E / 45.650°N 13.750°E）。

## 袭击历史摘要
| 日期          | 船名              | 船籍       | 吨位  | 结局 |
| ------------- | ----------------- | ---------- | ----- | ---- |
| 1917年7月4日  | 赫斯特赛德号      | 英国       | 3149  | 击沉 |
| 1917年7月12日 | 迈亚号            | 俄罗斯帝国 | 164   | 击沉 |
| 1917年7月13日 | 罗安达号          | 葡萄牙     | 141   | 击沉 |
| 1917年7月26日 | 罗贝托·伊文思号   | 葡萄牙海军 | 281   | 击沉 |
| 1917年9月7日  | 密耳弥冬号        | 英国       | 4965  | 击伤 |
| 1918年1月29日 | 东照丸            | 日本       | 3038  | 击沉 |
| 1918年2月2日  | 埃斯特雷尔号      | 義大利王國 | 238   | 击沉 |
| 1918年2月2日  | 艾达号            | 義大利王國 | 63    | 击沉 |
| 1918年2月6日  | 格伦纳特尼号      | 英国       | 7263  | 击沉 |
| 1918年3月14日 | 亚尔当峰号        | 英国       | 3237  | 击沉 |
| 1918年3月27日 | 卡洛·P号          | 義大利王國 | 61    | 击沉 |
| 1918年4月3日  | 西尔维号          | 法國       | 2148  | 击沉 |
| 1918年5月3日  | 潘克拉斯号        | 英国       | 4,436 | 击伤 |
| 1918年5月11日 | 圣安娜号          | 法国海军   | 9350  | 击沉 |
| 1918年5月12日 | 维梅拉号          | 英国       | 5884  | 击沉 |
| 1918年5月16日 | 玛丽·弗雷德里克号 | 法国海军   | 245   | 击沉 |
| 1918年7月13日 | 蓬塔德尔加达号    | 葡萄牙     | 3381  | 击沉 |
| 1918年7月19日 | 澳大利亚人号      | 法國       | 6377  | 击沉 |
| 1918年7月19日 | 波尔佩罗号        | 英国       | 3365  | 击伤 |
| 1918年9月4日  | 疆南星号          | 英国       | 3681  | 击沉 |
| 1918年9月23日 | 埃德林顿号        | 英国       | 3864  | 击沉 |

## 脚注
1. 1 2 3 4  Helgason, Guðmundur. . German and Austrian U-boats of World War I - Kaiserliche Marine - Uboat.net.   [2009-02-23].
2. ↑  Tarrant，第173頁.
3. 1 2 3  Gröner 1991，第31-32頁.
4. 1 2  Helgason, Guðmundur. . German and Austrian U-boats of World War I - Kaiserliche Marine - Uboat.net.   [2015-03-01].
5. ↑  Helgason, Guðmundur. . German and Austrian U-boats of World War I - Kaiserliche Marine - Uboat.net.   [2015-03-01].
6. ↑  陈进，第48頁.
7. ↑  . Navypedia.   [2022-09-16]. （原始内容存档于2023-01-20）.
8. ↑  陈进，第46頁.
9. 1 2  NARS，第105頁.
10. 1 2  Helgason, Guðmundur. . German and Austrian U-boats of World War I - Kaiserliche Marine - Uboat.net.   [2015-03-01].
11. ↑  Helgason, Guðmundur. . German and Austrian U-boats of World War I - Kaiserliche Marine - Uboat.net.   [2022-10-17].
12. ↑  Helgason, Guðmundur. . German and Austrian U-boats of World War I - Kaiserliche Marine - Uboat.net.   [2022-10-17].
13. ↑  Helgason, Guðmundur. . German and Austrian U-boats of World War I - Kaiserliche Marine - Uboat.net.   [2022-10-17].
14. ↑  陈进，第268頁.